# 哈欽斯 (愛荷華州)
哈欽斯（英語：Hutchins）是位於美國愛荷華州漢考克縣的一個人口普查指定地區。

## 人口
根據2010年美國人口普查的數據，哈欽斯的面積為0.78平方千米，當中陸地面積為0.78平方千米，而水域面積為0.00平方千米。當地共有人口28人，而人口密度為每平方千米35.9人。